# Bachas
 Bachas  là một xã thuộc tỉnh Haute-Garonne trong vùng Occitanie ở tây nam nước Pháp. Xã nằm ở khu vực có độ cao trung bình mét trên mực nước biển.
Thị trấn Bachas có diện tích 2,62 km2, dân số năm 2006 là 67 người.